# 巴拿马铜矿
巴拿马铜矿（西班牙語：Cobre Panamá）是巴拿马科隆省多諾索區境內的一个大型露天铜矿，它位于巴拿馬城以西120 km（75 mi），距離加勒比海沿岸20 km（12 mi）。 
巴拿马铜矿原本計劃由Inmet Mining負責開采， 2013年该公司被第一量子礦業收購後，巴拿马铜矿又由第一量子礦業負責開採。 
2019年6月，巴拿马铜矿正式投產。 截至2023年，巴拿馬銅礦的銅年产量达35万吨，相当于全球铜年产量的1.5% 。
2023年10月下旬，巴拿马政府与第一量子矿业方面续签巴拿馬銅礦未来20年的采矿特许权合同，巴拿马因此每年将获得3.75亿美元的收入。不過这份續簽合同在巴拿马国内引发大规模抗议示威活动。
2023年11月28日，巴拿馬最高法院裁定，巴拿马政府与第一量子礦業方面续签的巴拿马铜矿运营合同违宪。巴拿马总统劳伦蒂诺·科尔蒂索宣布，巴拿馬銅礦將被關閉。